# Хоссейни, Шахаб
Шахаб Хоссейни (перс. شهاب حسینی‎; 3 февраля 1974 года, Тегеран, Иран) — иранский актёр и режиссёр. Будучи популярным в Иране, на международном уровне он известен своим сотрудничеством с иранскими сценаристом и режиссёром Асгаром Фархади, у которого он сыграл в трёх фильмах: О Элли (2008), Развод Надера и Симин (2011) и Коммивояжёр (2016). Хоссейни был удостоен Серебряного медведя за лучшую мужскую роль в составе мужского актёрского состава фильма Развод Надера и Симин на 61-м Берлинском международном кинофестивале и приза за лучшую мужскую роль на Каннском кинофестивале 2016 года за картину Коммивояжёр. В 2009 году он стал обладателем Хрустального Симорга за роль в фильме Суперзвезда. В 2013 году состоялся его дебют в качестве кинорежиссёра.

## Ранняя биография
Шахаб Хоссейни родился 3 февраля 1974 года в Тегеране. Окончив старшую школу с дипломом по биологии, он поступил в Тегеранский университет, где изучал психологию. Однако вскоре Хоссейни бросил учёбу, намереваясь эмигрировать в Канаду. Это ему не удалось сделать и пришлось искать работу в Иране. Он стал ведущим на местной радиостанции, затем он вёл на телевидении молодёжную программу под названием «Кислород», после чего последовали небольшие роли в нескольких телесериалах. В кино Хоссейни дебютировал в 2002 году в картине «Лобби», но настоящим прорывом в его кинокарьере стала роль в фильме Тахмине Милани «Пятая реакция». В июне 2011 года Хоссейни объявил о перерыве в своей карьере, в которую он обещал вернуться в 2013 году.

## Действующий
Хоссейни получил Серебряного медведя за лучшую мужскую роль в фильме «Разлука » на 61-м Берлинском международном кинофестивале и награду за лучшую мужскую роль на Каннском кинофестивале 2016 года за роль в «Коммивояжере ».  Хоссейни получил свою первую награду Crystal Simorgh за Superstar в 2009  . В 2013 году состоялся его режиссерский дебют.  В 2020 году Хоссейни вместе с режиссером Курошем Ахари и продюсером Алексом Бретоу стал соучредителем Pol Media («пол» в переводе с персидского означает «мост»), дистрибьюторской и производственной компании, стремящейся «преодолеть разрыв» между иранским искусством, культурой и кино с помощью что из США  Он придумывает первый в истории турецко - иранский фильм « Пьяный от любви» . Он будет играть главную роль вместе с Ханде Эрчел, Парсой Пирузфар, Ибрагимом Челикколом, Сельмой Эргеч, Бенсу Сорал и Бораном Кузумом .

## Личная жизнь
Шахаб Хоссейни женился на Паришехр Ганбари в 1996 году. У супругов - двое сыновей: Мохаммед Амин, родившийся 3 февраля 2004 года, и Амир Али, родившийся 11 августа 2011 года.

## Музыка
Хафт (Seven Band) со своим младшим братом и несколькими друзьями. Они выпустили несколько альбомов, для которых он читал и пел.

## Избранная фильмография

### Фильмы
| Год  |   | Русское название        | Оригинальное название          | Роль         |
| ---- | - | ----------------------- | ------------------------------ | ------------ |
| 2002 | ф | Лобби                   | شمعی در باد                    | Махан Фарзам |
| 2003 | ф | Свеча на ветру          | شمعی در باد                    | Бабак        |
| 2003 | ф | Пятая реакция           | چهارشنبه سوری                  | Маджид       |
| 2005 | ф | Спасение в 8:20         | کنعان                          | Фуад         |
| 2008 | ф | Нилуфар                 | نیلوفر                         | Азиз         |
| 2009 | ф | О Элли                  | درباره الی                     | Ахмад        |
| 2009 | ф | Суперзвезда             | زندگی مشترک آقای محمودی و بانو | Куруш Занд   |
| 2010 | ф | Простой приём           | پذیرایی ساده                   | Амин         |
| 2011 | ф | Развод Надера и Симин   | جدایی نادر از سیمین            | Ходжат       |
| 2011 | ф | Прощай                  | به امید دیدار                  |              |
| 2013 | ф | Тише… девочки не плачут | هیس! دخترها فریاد نمی‌زنند      | детектив     |
| 2013 | ф | Живописный бассейн      | حوض نقاشی                      | Реза         |
| 2016 | ф | Коммивояжёр             | فروشنده                        | Эмад         |

## Премии и награды
- Международный кинофестиваль "Фаджр"
  - 2009 — Лучшая мужская роль — за фильм «Суперзвезда»
- 61-й Берлинский международный кинофестиваль
  - 2011 — Лучшая мужская роль (наряду с другими актёрами фильма) — за фильм «Развод Надера и Симин»
- Каннский кинофестиваль
  - 2016 — Лучшая мужская роль — за фильм «Коммивояжёр»
- Награда Хафез
  - 2016 — Лучший актёр — за сериал «Шехерезада»